# Dlaczego lubimy seks?
Dlaczego lubimy seks? – książka autorstwa Jareda Diamonda, wydana w 1997.
Autor zajmuje się niektórymi szczególnymi aspektami ludzkiej seksualności takimi jak: dlaczego cykl menstruacyjny przebiega w tajemnicy, dlaczego ludzie wolą uprawiać seks raczej w ukryciu niż publicznie, jak to jest w przypadku innych ssaków. Książka ukazała się pięć lat po jego pierwszej popularnonaukowej pozycji: Trzeci szympans i w tym samym roku co Strzelby, zarazki, maszyny. Dedykowana jest jego żonie, Marii.